# Greatest Hits Live! (album Saxon)
Greatest Hits Live! – trzeci album koncertowy heavymetalowego zespołu Saxon wydany w 1990 roku przez wytwórnię Castle Communications.

## Lista utworów

### Płyta 1
1. „Opening Theme” – 1:36
2. „Heavy Metal Thunder” – 3:18
3. „Rock and Roll Gypsy” – 4:44
4. „And the Bands Played On” – 2:58
5. „Twenty Thousand Feet” – 3:16
6. „Ride like the Wind” (cover Christophera Crossa) – 3:47
7. „MotorCycle Man” – 4:07
8. „747 (Strangers in the Night)” – 5:04
9. „See the Light Shinin'” – 5:56

### Płyta 2
1. „Frozen Rainbow” – 6:38
2. „Princess of the Night” – 4:16
3. „Wheels of Steel” – 9:39
4. „Denim & Leather” – 4:08
5. „The Crusader” – 4:08
6. „Rockin' Again” – 4:18
7. „Back on the Streets” – 4:58

## Twórcy
- Biff Byford – wokal, producent
- Paul Quinn – gitara
- Graham Oliver – gitara
- Nibbs Carter – gitara basowa
- Nigel Glockler – perkusja
- Ian Taylor – inżynier dźwięku